# 3806 Tremaine
3806 Tremaine è un asteroide della fascia principale. Scoperto nel 1981, presenta un'orbita caratterizzata da un semiasse maggiore pari a 2,5436876 UA e da un'eccentricità di 0,3105498, inclinata di 10,02200° rispetto all'eclittica.